# Тім Крукс
Тім Крукс  (англ. Tim Crooks, 12 травня 1949) — британський веслувальник, олімпійський медаліст.

## Виступи на Олімпіадах
| Олімпіада     | Дисципліна                     | Місце |
| ------------- | ------------------------------ | ----- |
| Мюнхен 1972   | двійка парна                   | 5     |
| Монреаль 1976 | вісімка розстібна зі стерновим | 2     |

## Зовнішні посилання
- Досьє на sport.references.com [Архівовано 7 лютого 2013 у Wayback Machine.]

1. ↑  Timothy Crooks